# Espen Rian
Espen Rian (Trondheim, 11 de febrero de 1981) es un deportista noruego que compitió en esquí en la modalidad de combinada nórdica.
Ganó una medalla de bronce en el Campeonato Mundial de Esquí Nórdico de 2005, en la prueba por equipo. Participó en los Juegos Olímpicos de Vancouver 2010, ocupando el quinto lugar en la misma prueba.

## Palmarés internacional
| Campeonato Mundial | Campeonato Mundial | Campeonato Mundial | Campeonato Mundial       |
| Año                | Lugar              | Medalla            | Prueba                   |
| ------------------ | ------------------ | ------------------ | ------------------------ |
| 2007               | Sapporo (Japón)    | Medalla de bronce  | TN + 4 × 5 km por equipo |